# كيرا ريد
كيرا كاثيرين ريد (بالإنجليزية: Kira Katherine Reed)‏ وهي ممثلة وإعلامية وكاتبة ومنتجة أمريكية ولد في يوم 13 أكتوبر 1971 في مدينة سانتا كلارا، كاليفورنيا في الولايات المتحدة.

## روابط خارجية
- كيرا ريد على موقع IMDb (الإنجليزية)
- كيرا ريد على موقع ألو سيني (الفرنسية)
- كيرا ريد على موقع أول موفي (الإنجليزية)
- كيرا ريد على موقع قاعدة بيانات الفيلم (الإنجليزية)
- كيرا ريد على موقع كينوبويسك (الروسية)